# Пац, Станислав Николаевич
Станислав Николаевич Пац (ок. 1525—1588) — государственный и военный деятель Великого княжества Литовского, подстолий великий литовский (1552—1566), воевода витебский (1566—1588), староста суражский, велижский и трабский.

## Биография
Представитель литовского магнатского рода Пацов герба «Гоздава». Сын воеводы подляшского Николая Юрьевича Паца и Александры Гольшанской. Братья — епископ киевский Николай (ум. 1585), каштелян смоленский Доминик (ум. 1579) и каштелян виленский Павел (ум. 1595).
В 1552 году Станислав Пац получил чин подстолия великого литовского, а 1566 году был назначен воеводой витебским. Участник боёв с крымскими татарами и Ливонской войны (1558—1582). В 1568 году воевода витебский Станислав Пац руководил обороной Витебска от русской армии.
Был женат на Кристине Ходкевич, дочери каштеляна виленского Иеронима Александровича Ходкевича (ок. 1500—1561) и Анны Шемет (ум. после 1563). Дети:
- Юрий (Ежи) Пац (ок. 1560—1608)
- Самуил Пац (ок. 1570—1598)